# 黏滑彎線䲁
黏滑彎線䲁（學名：Helcogramma lacuna），為輻鰭魚綱䲁形目三鰭䲁科彎線䲁屬的一個種，是由Jeffrey T. Williams和Jeffery C. Howe於2003年所描，分布於東印度洋泰國安達曼海海域，深度1至7公尺，本魚體型小呈圓柱狀，吻部短，側面鈍，上頜向後延伸至眼前緣下方，上下頜齒細而密，後頸沒有鱗片, 雄魚臀鰭紅色，背鰭硬棘16-17枚、背鰭軟條10-11枚、臀鰭硬棘1枚、臀鰭軟條20枚，體長可達4.4公分，棲息在礁石區，以藻類為食，雌魚產附著性卵在藻類築的巢，雄魚會守護卵，幼魚為浮游性，生活習性不明。